# Bob Benny
Bob Benny (bürgerlich Emilius Wagemans; * 18. Mai 1926 in Sint-Niklaas; † 29. März 2011 in Beveren) war ein belgischer Sänger und Musicaldarsteller. Bekannt wurde er vor allem durch seinen Hit Waar en wanneer sowie die zweimalige Teilnahme am Eurovision Song Contest.

## Leben

### Anfänge
Wagemans begann seine Karriere als Sänger kurz nach dem Ende des Zweiten Weltkrieges, als er regelmäßig in einem Café in seiner Heimatstadt auftrat. 1951 sang er beim Nationaal Instituut voor de Radio-omroep (NIR) vor und durfte von nun an häufiger in der Radiosendung De antenne zingt auftreten. Zur gleichen Zeit nahm er seine erste Schallplatte mit dem Titel Mijn hart spreekt tot u auf. Mit einer Coverversion des Hits Cindy oh Cindy (in Deutschland in den Versionen von Margot Eskens und Wolfgang Sauer ein Nummer-eins-Hit) gelang ihm sein erster Hit in Belgien. Die Single erreichte den zweiten Platz in den flämischen Verkaufscharts, die höchste Chartplatzierung seiner Karriere. Zudem sang er beim Metro-Club-Orchester. Zu dieser Zeit legte er sich seinen Künstlernamen Bob Benny zu, den er vom Namen des Orchesterleiters entlehnte. Dieser trug den Vornamen Robert (wovon er Bob ableitete), zudem spielte er Klarinette im Stil von Benny Goodman, was der Grund für den Nachnamen Benny war.

### Teilnahmen am Eurovision Song Contest
Bob Benny hat Belgien zweimal beim Eurovision Song Contest vertreten. 1959 nahm er das erste Mal am belgischen Vorentscheid teil. Er gewann mit dem Lied Hou toch van mij vor dem einzigen anderen Teilnehmer Jo Leemans. Zuvor hatte er eines der beiden Halbfinals mit je neun Teilnehmern gewonnen. Beim Eurovision Song Contest 1959 belegte er mit neun Punkten den sechsten Platz unter den elf Teilnehmern. Unter dem Titel Niemals zuvor veröffentlichte er das Lied auch auf Deutsch. In der Originalfassung erreichte das Lied Platz vier der flämischen Verkaufscharts. 1961 nahm Bob Benny erneut an der belgischen Vorentscheidung teil. Für September, gouden roos erhielt er 60 Punkte und gewann mit deutlichem Abstand vor Jacques Raymond. Beim Eurovision Song Contest 1961 in Cannes war er weniger erfolgreich: mit nur einem Punkt aus Luxemburg belegte er zusammen mit dem österreichischen Vertreter Jimmy Makulis den letzten Platz. Unter dem Titel Rosen im September nahm er auch eine deutsche Fassung seines Betrages auf.

### Weitere Erfolge
1963 veröffentlichte der Sänger seine bisher meistverkaufte Single Waar en wanneer. Das Lied war eine niederländische Bearbeitung der Komposition Als flotter Geist von Johann Strauß. Das Lied war auch in den Niederlanden ein kleiner Hit, wo es Platz 24 in der Hitparade erreichte. In Belgien, wo das Lied bis auf Platz drei kam, erhielt der Sänger dafür seine einzige goldene Schallplatte. Seine Teilnahmen am Eurovision Song Contest halfen ihm, auch internationale Bekanntheit zu erlangen. Sechs Jahre lang spielte er in dem Musical Mein Freund Bunberry sowie der Operette Maske in Blau in Berlin. In seinem Heimatland spielte er die Rolle des Doolittle im Musical My Fair Lady.
Ende der 1960er Jahre und Anfang der 1970er Jahre trat er mehrmals im Berliner Friedrichstadtpalast auf und war im DDR-Rundfunk und Fernsehen präsent.
Bob Benny nahm den Hit von DDR-Komponist Ralf Petersen Blau ist die Nacht auf (Blauw is de nacht). In Belgien wurde der Song bei Polydor veröffentlicht.

## Privates
2001 erlitt der damals 75-jährige Sänger einen Schlaganfall. Aufgrund seines langen Krankenhausaufenthalts geriet er 2003 in finanzielle Bedrängnis. Aus diesem Grund wurde am 23. April 2003 in Antwerpen ein Benefizkonzert für ihn veranstaltet. Der Sänger lebte seit 2001 offen homosexuell.

## Diskografie (Auswahl)

### Singles
- Mijn hart spreekt tot u
- Geef aan je vrouwtje
- Cindy oh Cindy
- Hou toch van mij
- Paola
- September, gouden roos
- Waar en wanneer
- Blauw is de nacht
- Liev’ling
- Mijn gitaar zal altijd zingen
- Parel van Tahiti
- Alleen door jou
- Bella Maria